# René Hoppe
René Hoppe (Oelsnitz, RDA, 9 de diciembre de 1976) es un deportista alemán que compitió en bobsleigh en las modalidades doble y cuádruple.
Participó en los Juegos Olímpicos de Turín 2006, obteniendo una medalla de oro en la prueba cuádruple (junto con André Lange, Kevin Kuske y Martin Putze).
Ganó ocho medallas en el Campeonato Mundial de Bobsleigh entre los años 2000 y 2008, y ocho medallas en el Campeonato Europeo de Bobsleigh entre los años 2000 y 2010.

## Palmarés internacional
| Juegos Olímpicos   | Juegos Olímpicos             | Juegos Olímpicos  | Juegos Olímpicos |
| Año                | Lugar                        | Medalla           | Prueba           |
| ------------------ | ---------------------------- | ----------------- | ---------------- |
| 2006               | Turín (Italia)               | Medalla de oro    | Cuádruple        |
| Campeonato Mundial |                              |                   |                  |
| Año                | Lugar                        | Medalla           | Prueba           |
| 2000               | Altenberg (Alemania)         | Medalla de oro    | Cuádruple        |
| 2000               | Altenberg (Alemania)         | Medalla de plata  | Doble            |
| 2001               | Sankt Moritz (Suiza)         | Medalla de plata  | Cuádruple        |
| 2003               | Lake Placid (Estados Unidos) | Medalla de oro    | Cuádruple        |
| 2004               | Königssee (Alemania)         | Medalla de oro    | Cuádruple        |
| 2005               | Calgary (Canadá)             | Medalla de oro    | Cuádruple        |
| 2007               | Sankt Moritz (Suiza)         | Medalla de bronce | Cuádruple        |
| 2008               | Altenberg (Alemania)         | Medalla de oro    | Cuádruple        |
| Campeonato Europeo |                              |                   |                  |
| Año                | Lugar                        | Medalla           | Prueba           |
| 2000               | Cortina d'Ampezzo (Italia)   | Medalla de oro    | Doble            |
| 2001               | Königssee (Alemania)         | Medalla de bronce | Cuádruple        |
| 2003               | Winterberg (Alemania)        | Medalla de plata  | Cuádruple        |
| 2004               | Sankt Moritz (Suiza)         | Medalla de oro    | Cuádruple        |
| 2005               | Altenberg (Alemania)         | Medalla de plata  | Cuádruple        |
| 2006               | Sankt Moritz (Suiza)         | Medalla de plata  | Cuádruple        |
| 2008               | Cesana (Italia)              | Medalla de bronce | Cuádruple        |
| 2010               | Igls (Austria)               | Medalla de oro    | Cuádruple        |